# Halit Yozgat
Halit Yozgat (anhörenⓘ; * 1985 in Kassel; † 6. April 2006 ebenda) war das neunte und letzte Todesopfer der NSU-Mordserie, die in den Jahren 2000 bis 2006 in deutschen Großstädten durch die rechtsextreme Terrorgruppe Nationalsozialistischer Untergrund (NSU) verübt wurde. Halit Yozgat wurde in seinem Internetcafé im Kasseler Stadtteil Nord-Holland durch zwei gezielte Pistolenschüsse in den Kopf ermordet. Zur Tatzeit war Andreas Temme, ein Mitarbeiter des hessischen Landesamtes für Verfassungsschutz, anwesend, der zeitweise als Mordverdächtiger galt und festgenommen wurde. Sein Telefon wurde von der Polizei überwacht. Abgehörte Gespräche wurden erst ab 2015 öffentlich bekannt, die Ermittlungen führten bis zur Aufdeckung des NSU im November 2011 ins Leere. Trotz der weiteren Ermittlungen gegen Temme, mehrfacher Vernehmungen von ihm als Zeugen im Münchener NSU-Prozess und in verschiedenen parlamentarischen Untersuchungsausschüssen, dem Eintreffen von Yozgats Vater kurz nach der Tat und der sekundengenauen Rekonstruktion des Tathergangs durch die Polizei ist der Anschlag bis heute nicht geklärt.

## Leben

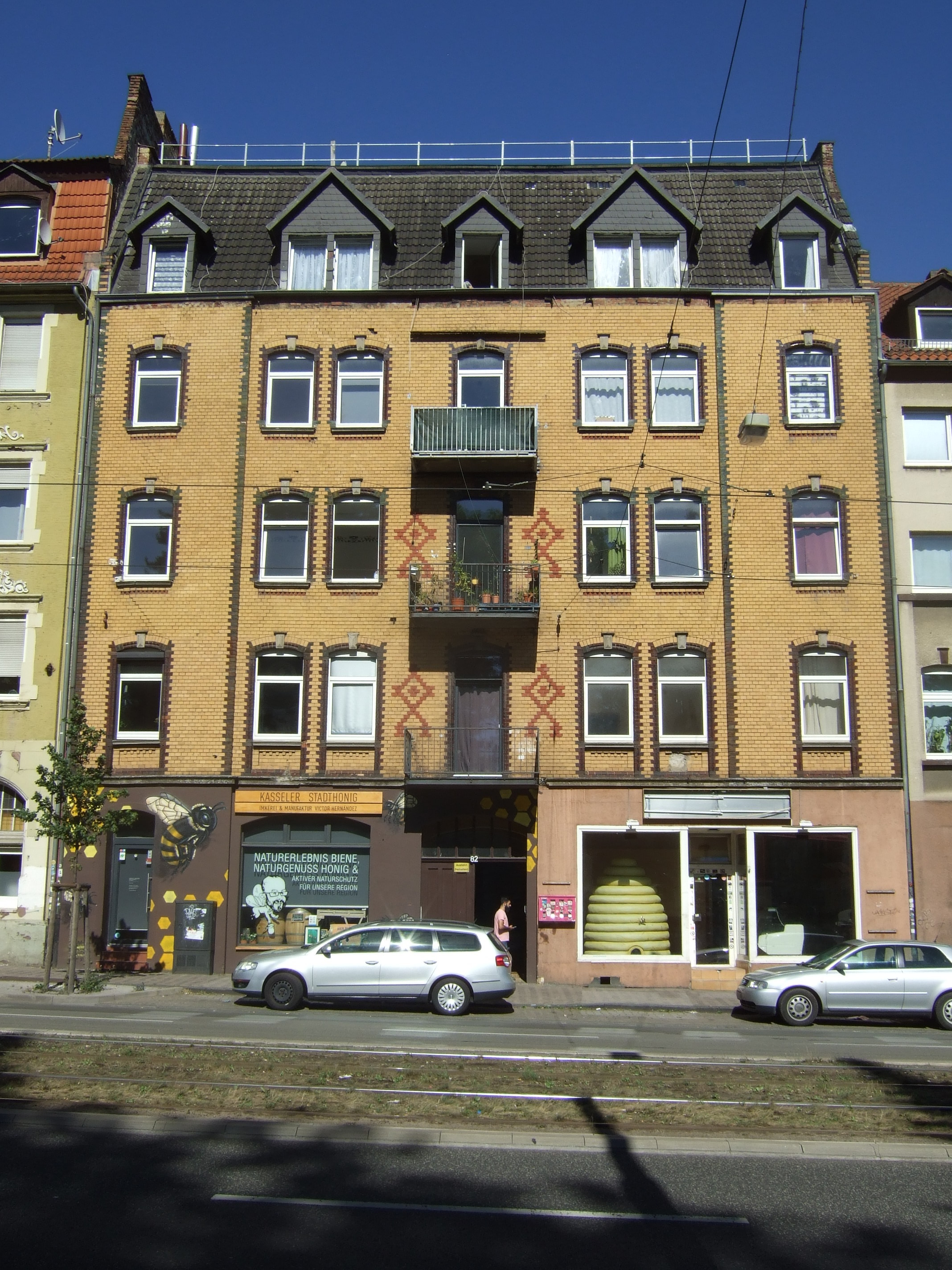
Der Tatort in der Holländische Str. 82

Halit Yozgat war der Sohn von İsmail und Ayse Yozgat, die aus der Türkei zugewandert waren. Kurz vor seiner Ermordung hatte Halit in der Holländischen Straße 82 ein Internetcafé eröffnet, in dem er erschossen wurde. Zuvor wurden ab dem Jahr 2000 ein griechischstämmiger und sieben türkisch- bzw. kurdischstämmige Männer, die schon lange in Deutschland lebten, mit der gleichen tschechischen Pistole der Marke Česká erschossen. Zur Tatzeit befand sich Yozgat nur zufällig noch im Internetcafé, das zu dieser Zeit sein Vater beaufsichtigen sollte. Dieser hatte sich allerdings verspätet. Halit Yozgat wurde 21 Jahre alt.

## Ermittlungen und Ereignisse unmittelbar nach dem Mord
Ein Mitarbeiter des Landesamtes für Verfassungsschutz Hessen (LfV), Andreas Temme, der nach der Aussage eines ehemaligen Nachbarn in seinem Heimatdorf als Jugendlicher den Spitznamen „Klein Adolf“ getragen haben soll, war zur Tatzeit anwesend und zunächst selbst als mutmaßlicher Täter in den Fokus der Ermittlungen geraten, da er sich als einziger Zeuge nicht bei der Polizei meldete und das Internetcafé nur wenige Sekunden nach dem Mord verließ. Temme war in diesem Zeitraum, als seine Frau hochschwanger war, ein häufiger Kunde in diesem Internetcafé, wo er sich die Zeit mit einer Online-Affäre unter Benutzung des Pseudonyms wildman70 vertrieb. Er sagte aus, er habe beim Verlassen des Lokals weder den verblutenden Halit Yozgat hinter dem Tresen gesehen, noch die Blutstropfen darauf, als er mit einem 50-Cent-Stück bezahlte. Er wurde in der Folge aus dem LfV Hessen entlassen, ein Ermittlungsverfahren gegen ihn wurde eingestellt.
Kurz nach der Tat führten mehrere Mitarbeiter des LfV Hessen Telefonate mit Temme, die im NSU-Prozess und dem Untersuchungsausschuss im Landtag von Hessen thematisiert wurden. Zu diesem Zeitpunkt wollte Temme einem Kollegen nichts am Telefon erzählen und sorgte sich, „dass ja auch niemand außerhalb auch nur irgendwas darüber erfahren darf.“ Im hessischen NSU-Untersuchungsausschuss sagte der ehemalige Außendienststellenleiter des hessischen LfV Frank-Ulrich Fehling am 21. Dezember 2015 aus, dass Temme damals eine Vielzahl dienstrechtlicher Fehler begangen und ihn belogen habe.
Erst am 20. Februar 2015 wurde der Originalmitschnitt eines am 9. Mai 2006 abgehörten Telefonats öffentlich bekannt, das Temme mit dem damaligen LfV-Geheimschutzbeauftragten Gerald-Hasso Hess führte und das ihn massiv belastet: Temme war demnach 2006 vorab über den Mord an Halit Yozgat informiert. Er sei wie bekannt am 6. April 2006 zum Tatzeitpunkt im Internetcafé gewesen, habe aber schon vorher konkrete Kenntnisse von der geplanten Tat, der Tatzeit, dem Opfer und den Tätern erhalten und sich deshalb in dem Internetcafé aufgehalten. In dem Telefonat hatte der LfV-Geheimschutzbeauftragte Hess seinen Kollegen Temme auf die Vernehmung durch die Polizei vorbereitet. Dann sagte er einen Satz, der nur auf den originalen Abhörbändern zu hören war und in der ursprünglichen Polizeiabschrift des Telefonats nicht mehr erscheint: „Ich sage ja jedem: Wenn er weiß, dass irgendwo so etwas passiert, dann bitte nicht vorbeifahren.“
Inwieweit Temme direkt an der Tat beteiligt war, ob Uwe Mundlos und Uwe Böhnhardt überhaupt am Tatort waren, ist unklar – nicht zuletzt, weil seine Vorgesetzten und die gesamte Geheimdienstbehörde Temme schützen. Als sich die Polizei an das hessische Innenministerium wandte, um die V-Leute Temmes direkt zu befragen, lehnte der damalige Innenminister und spätere Ministerpräsident des Landes Volker Bouffier dies ab.
Wie in anderen Fällen der Mordserie suchten die ermittelnden Behörden auch hier unter anderem nach einem Mann „südländischen Typs“, der zur Tatzeit vom Internetcafé quer über die vielbefahrene Holländische Straße in Richtung Kasseler Hauptfriedhof gelaufen sein soll. Halit Yozgats Vater betonte gegenüber einem türkischstämmigen Polizisten, dass es einen ausländerfeindlichen Hintergrund geben müsse und die eigene Familie unschuldig sei. Er hielt am 6. Mai in Kassel und am 11. Juni 2006 in Dortmund kurze Ansprachen auf Demonstrationen, die unter der Forderung „Kein 10. Opfer“ standen und an der sich Angehörige weiterer Opfer der Mord–Serie, Semiya Simsek und Familie Kubasik, beteiligten.
Auch die seit Mitte 2005 eingesetzte BAO Bosporus, die mit der gesamten Mord-Serie betraut war, suchte zunächst vor allem Verbindungen zwischen den Opfern, konzentrierte die Ermittlungen vorrangig in Richtung Waffen- oder Drogenhandel, Spiel- oder Wettschulden und ging verstärkt von der Möglichkeit aus, „dass die Opfer in Verbindung mit türkischen Drogenhändlern aus den Niederlanden standen.“ Allerdings erstellte der Profiler Alexander Horn nach dem Mord an Halit Yozgat für die BAO Bosporus eine operative Fallanalyse, in der er als Motiv der angenommenen zwei Täter Türkenhass vermutete. Diese Analyse erfuhr jedoch Widerspruch und führte zu keinen greifbaren Ergebnissen.

## Ermittlungen und Ereignisse nach Aufdeckung des NSU

### Ermittlungen der Bundesanwaltschaft, Nebenklageanwälte und Gerichtsverfahren
Nachdem die beiden Haupttäter der rechtsextremen Anschläge und Morde der Terrorgruppe Nationalsozialistischer Untergrund, Uwe Mundlos und Uwe Böhnhardt, am 4. November 2011 Suizid begangen und ihre Mittäterin Beate Zschäpe die gemeinsame Zwickauer Wohnung in Brand gesetzt und ein Bekennervideo der Taten an verschiedene öffentliche Einrichtungen und Medien verschickt hatte, wurde auch der Mord an Yozgat dem NSU zugeordnet. Im Bekennervideo wird auf den Mord Bezug genommen. Außerdem fanden die behördlichen Ermittler im Zwickauer Brandschutt verschiedene auf Kassel bezogene Aufzeichnungen. Deshalb erhob die Bundesanwaltschaft im November 2012 Anklage gegen Zschäpe als letzte Überlebende der Terrorzelle und vier Gehilfen unter anderem wegen des Mordes an Yozgat. Das Strafverfahren vor dem Oberlandesgericht München begann im Mai 2013 und endete mit dem Urteil im Juli 2018 (siehe NSU-Prozess). Darin wurde Zschäpe als Mittäterin unter anderem des von Mundlos und Böhnhardt begangenen Mordes an Yozgat zu einer lebenslangen Freiheitsstrafe verurteilt; Ralf Wohlleben und Carsten Schultze wurden wegen der Beschaffung der Tatwaffe auch dieses Mordes zu mehrjährigen Haftstrafen verurteilt.
In dem Gerichtsverfahren trat die Familie Yozgat als Nebenkläger auf und wurde von mehreren Anwälten vertreten, die diese offizielle Version der Ereignisse nicht als überzeugend betrachten und insbesondere die Rolle der hessischen Landesbehörden im Zusammenhang mit dem am Tatort anwesenden Verfassungsschützer Andreas Temme als nicht aufgeklärt ansehen. Sie erstritten Zugang zu Akten des hessischen Innenministeriums, durch die sich die Abläufe des Tattags und die anschließenden Kontakte Temmes minutengetreu rekonstruieren lassen. Zahlreiche von der Kriminalpolizei im Jahr 2006 abgehörten Telefonate aus dem LfV, insbesondere mit Temme, die deshalb erst dadurch ausgewertet werden konnten, lassen die Tatumstände für die Anwälte völlig anders aussehen, als es die Landesregierung bisher dargestellt und durchgesetzt hatte, unter anderem mit Aussagebeschränkungen im Prozess. Insbesondere eine mögliche Nähe Temmes zu Rechtsextremen und die schonende Behandlung Temmes durch die Behörden nach dem Mord werfen aus Sicht der Opfervertreter Fragen auf.
Bei seinen Aussagen im NSU-Prozess hat sich Temme im Vergleich zu seinen früheren Äußerungen in den NSU-Untersuchungsausschüssen des Bundestages und des hessischen Landtages mehrfach widersprochen, so dass Zweifel geblieben sind. Das Oberlandesgericht München hat jedoch im Juli 2016 erklärt, Temmes Darstellung Glauben zu schenken.
Ein interner Bericht des Landesamts für Verfassungsschutz zu den Vorgängen um Andreas Temme unterliegt einer Sperrfrist mit der ungewöhnlichen Länge von 120 Jahren. Eine Initiative von Landesbeamten forderte im Herbst 2017 die Suspendierung Temmes, der weiterhin als Beamter des Landes beschäftigt ist.

### Aufarbeitung der Rolle hessischer Landesbehörden und Tathintergründe
Die Ungereimtheiten und offenen Fragen bei diesem Mord beschäftigen verschiedene NSU-Untersuchungsausschüsse, neben den beiden des Deutschen Bundestages insbesondere den NSU-Untersuchungsausschuss des hessischen Landtags.
Das Bundeskriminalamt und das Bundesamt für Verfassungsschutz veröffentlichten im März 2013 eine Liste mit den Namen von 129 möglichen Unterstützern des NSU. Darunter befindet sich auch der Neonazi Benjamin G. aus der Umgebung von Kassel, der als V-Mann für den hessischen Verfassungsschutz arbeitete und dessen V-Mann-Führer Andreas Temme war. Beide hatten kurz vor und nach der Mordtat miteinander telefoniert. Immer wieder kamen Vermutungen über einen Zusammenhang der Anwesenheit Temmes beim Mord mit Benjamin G.s V-Mann-Tätigkeit auf. G. soll nach Behördenangaben dafür zuständig gewesen sein, Informationen über die rechtsgerichtete Splitterpartei Deutsche Partei zu übermitteln, war dort aber offenbar kein Mitglied, wie im hessischen NSU-Untersuchungsausschuss im November 2016 erörtert wurde. Experten wie Andrea Röpke vermuten, dass G. vielmehr wegen seiner Verbindungen zur rechtsextremen und gewaltbereiten Szene (Blood and Honour Nordhessen und Combat 18 Dortmund) V-Mann war, die möglicherweise im Kontakt zum NSU stand.
Im Dezember 2016 wurde im Rahmen des zweiten NSU-Untersuchungsausschusses des Bundestages bekannt, dass Andreas Temme möglicherweise zwei weitere V-Personen aus der rechtsextremen Szene – zeitweilig und vertretungsweise – führte, was weitere Fragen aufwirft, ob Temmes Anwesenheit beim Mord mit diesen Kontakten zusammenhängen könnte. Im März 2017 stellte die hessische Landtagsfraktion der Linkspartei Strafanzeige wegen uneidlicher Falschaussage gegen Temme. Im Dezember 2016 war eine schriftliche Dienstanweisung vom März 2006 aufgetaucht, die V-Mann-Führer aufforderte, ihre V-Leute zur Mordserie zu befragen und die Temme offenbar unterschrieben hatte, während er im ersten Bundestags-Untersuchungsausschuss 2012 behauptet hatte, dienstlich keine vorherige Kenntnis der Mordserie gehabt zu haben. Das Ermittlungsverfahren gegen Temme wurde im Mai 2018 eingestellt, weil ihm kein Vorsatz nachgewiesen werden konnte.
Im September 2017 wurde im hessischen Untersuchungsausschuss als Zeugin Corryna G. vernommen, die jahrelang enge Kontakte zur rechtsextremen Szene pflegte und aussagte, in den Monaten vor dem Mord an Yozgat mehrfach dessen Internetcafé besucht zu haben. Die Bundesanwaltschaft hat dazu Ermittlungen aufgenommen, insbesondere zu einer Zellengenossin G.s im offenen Vollzug, die ihr das Internetcafé empfohlen haben soll. Die Mitglieder des Untersuchungsausschusses erhoffen sich von dieser Spur Aufklärung über mögliche lokale Helfer des NSU und über die Opferauswahl.

### Entwendetes Handy
2012 wurde bekannt, dass ein Sektionsassistent des pathologischen Institutes des Klinikums Kassel ein Handy aus der Hosentasche des getöteten Yozgat entwendet hatte. Der Mitarbeiter räumte den Diebstahl ein. Er habe „aus Neugier“ das Kühlfach in der Gerichtsmedizin geöffnet und dem noch halb bekleideten Toten das Mobiltelefon aus der Hosentasche genommen. Er habe mit dem Telefon „rumgespielt“ und auch die SIM-Karte des Toten ausgetauscht. Barbara John, die Ombudsfrau für die Hinterbliebenen der Opfer der Mordserie nannte den Vorgang „skandalös und unfassbar“. Sie frage sich, warum die Polizeibeamten das Handy nicht sofort am Tatort sicherstellten. Das deute auf eine weitere Ermittlungspanne hin. Während der Vernehmung gab der Pathologie-Mitarbeiter zu, sich seit Jahren am Eigentum Verstorbener vergriffen zu haben. Zu seiner Beute zählten unter anderem Goldringe, Silberketten, Bargeld und Mobiltelefone, sogar Herzschrittmacher.

### Mögliche Verbindungen zum Mord an Walter Lübcke
Anfang März 2020 publizierte die antifaschistische Rechercheplattform EXIF – Recherche & Analyse ihre Ergebnisse zu nicht verfolgten Spuren im Mordfall Yozgat und deren Verbindungen zwischen dem Mord an Yozgat und dem Mord an Walter Lübcke, die „übersehen“ oder unterschlagen wurden. EXIF – Recherche & Analyse fragte, ob „polizeiliches Handwerk tatsächlich so miserabel sein“ könne oder die Ermittlungen ausgebremst worden seien.

## Gedenken
Halit Yozgats Vater Ismail Yozgat sprach im Namen der Angehörigen der Mordserie im Februar 2012 bei der zentralen Gedenkveranstaltung der deutschen Bundesregierung im Berliner Schauspielhaus am Gendarmenmarkt. Er bat darum, die Holländische Straße, in der sein Sohn geboren und ermordet worden war, in Halit-Straße umzubenennen. Außerdem regte er an, dass im Namen der Opfer der Mordserie eine Stiftung für Krebskranke gegründet werden solle und alle angebotenen finanziellen Hilfen für die Hinterbliebenen in diese Stiftung fließen sollten. Der Vorschlag zur Umbenennung der Straße löste in Kassel eine kontroverse Debatte aus, in deren Verlauf sie schließlich abgelehnt wurde. Stattdessen wurde beschlossen, dass ein Platz sowie eine Straßenbahnhaltestelle in Kassel zum Gedenken an Yozgat seinen Namen tragen sollen. Hiergegen gab es Proteste, da diese Entscheidung nicht als angemessen gesehen wurde. Der Vater des Opfers bezeichnete die Umbenennung später als einen wichtigen Schritt und forderte ein regelmäßiges Gedenken zum Todestag seines Sohnes.
Im April 2012, zum sechsten Todestag, dem ersten Todestag nach Bekanntwerden der Täter, fand eine Gedenkveranstaltung statt, bei der der Kasseler Oberbürgermeister Bertram Hilgen Blumen am Tatort niederlegte. Zu der Veranstaltung, an der neben der Familie auch der türkische Generalkonsul Ilhan Saygili teilnahm, waren 400 Menschen erschienen.

Am 1. Oktober 2012 wurde zum Gedenken an Halit Yozgat in Kassel der Halitplatz eingeweiht. Die Benennung des zuvor namenlosen Platzes durch den Kasseler Oberbürgermeister Bertram Hilgen fand im Beisein des türkischen Botschafters Hüseyin Avni Karslıoğlu, des hessischen Justizministers Jörg-Uwe Hahn sowie der Eltern des Opfers statt. Bei der Gedenkfeier wurde ein Grußwort von Bundespräsident Joachim Gauck verlesen.
Der Halitplatz (Lage) umfasst eine etwa 500 m2 große, zum Teil begrünte Freifläche vor dem südöstlichen Nebeneingang zum Kasseler Hauptfriedhof, an der Kreuzung Holländische Straße, Mombachstraße und befindet sich etwa 100 m vom Haus in der Holländischen Straße 82, in dem Halit Yozgat ermordet wurde. Auf dem Platz wurden ein Straßenschild und eine Stele mit einer Gedenktafel aufgestellt. In einer gemeinsamen Erklärung hatte sich Kassels Oberbürgermeister mit den Städten Nürnberg, Hamburg, München, Rostock, Dortmund und Heilbronn zuvor darauf verständigt, dass an allen Orten, an denen Menschen zu Opfern der Rechtsterroristen geworden waren, Gedenktafeln in ähnlicher Form mit einer einheitlichen Botschaft und der namentlichen Nennung aller zehn Opfer aufgestellt werden sollten.
Das Mahnmal wurde im März 2013 mit schwarzer Farbe beschmiert und in der Nacht zum 7. April 2014, nach der Gedenkveranstaltung zum achten Todestag des Opfers, von unbekannten Tätern mit einer schwarz-braunen Substanz übergossen. Die von der Stadt veranlasste Reinigung erfolgte noch am gleichen Tag.

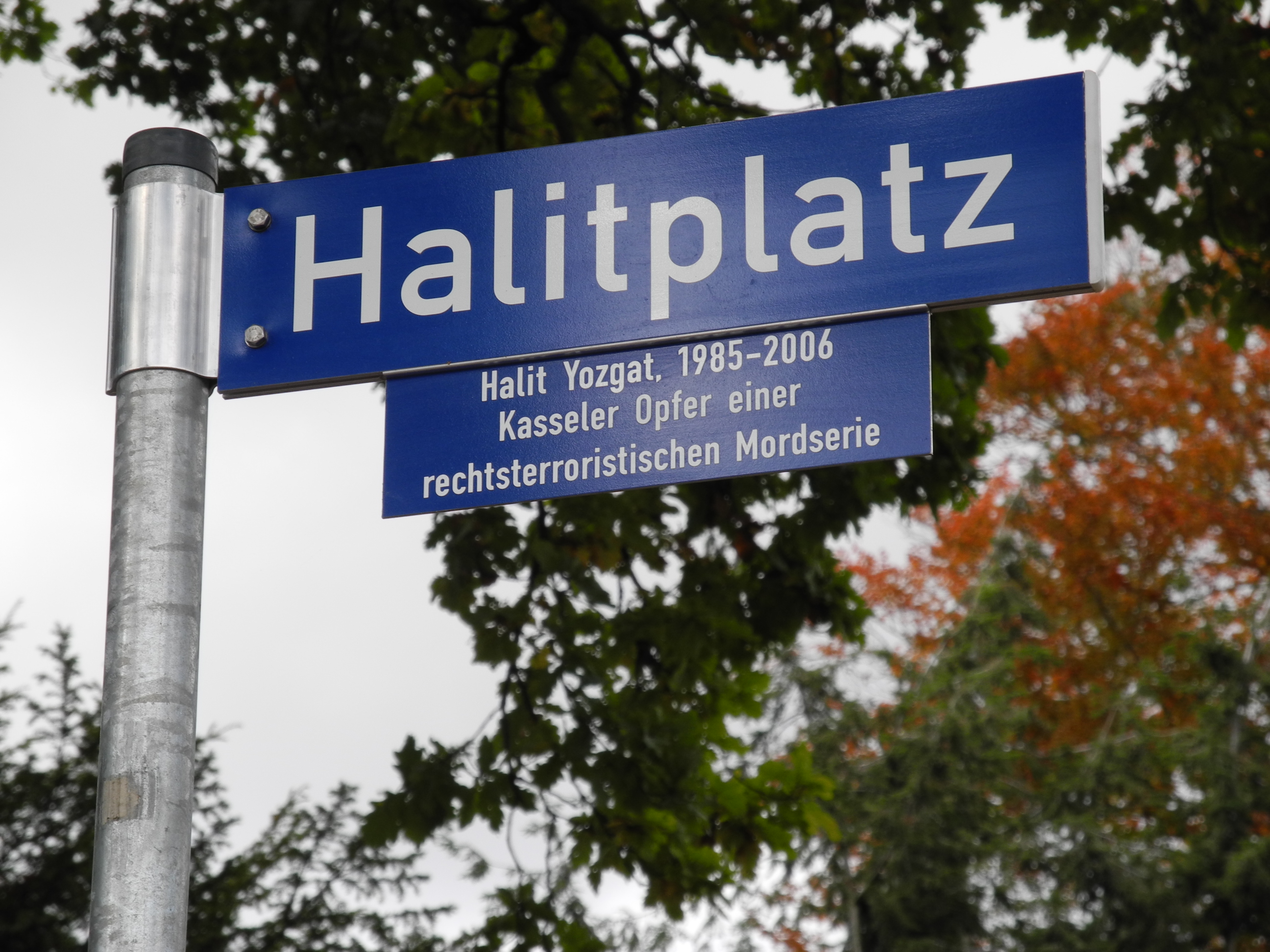
Straßenschild – „Halit Yozgat, 1985–2006 Kasseler Opfer einer rechtsterroristischen Mordserie“
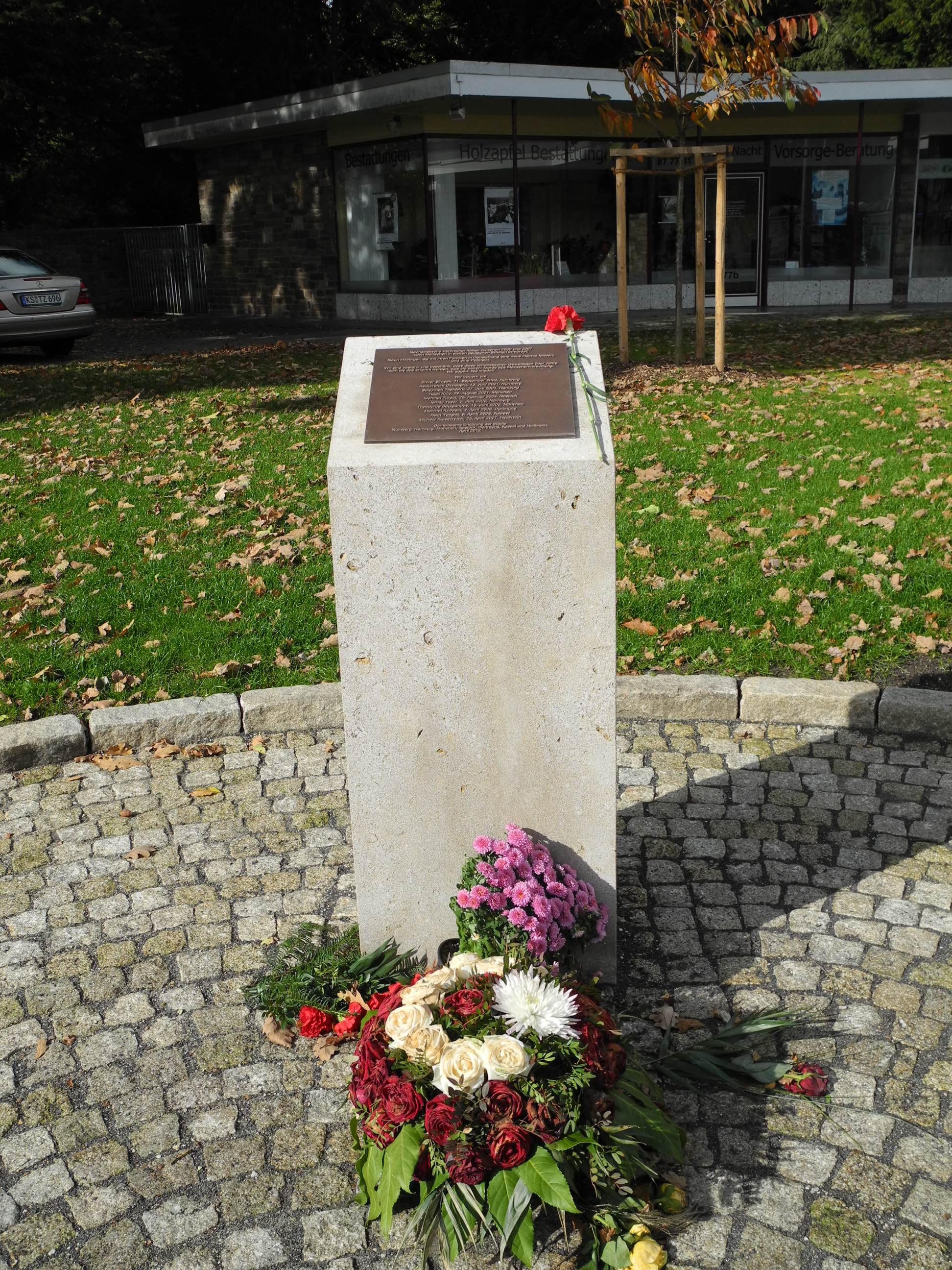
Stele mit Gedenktafel
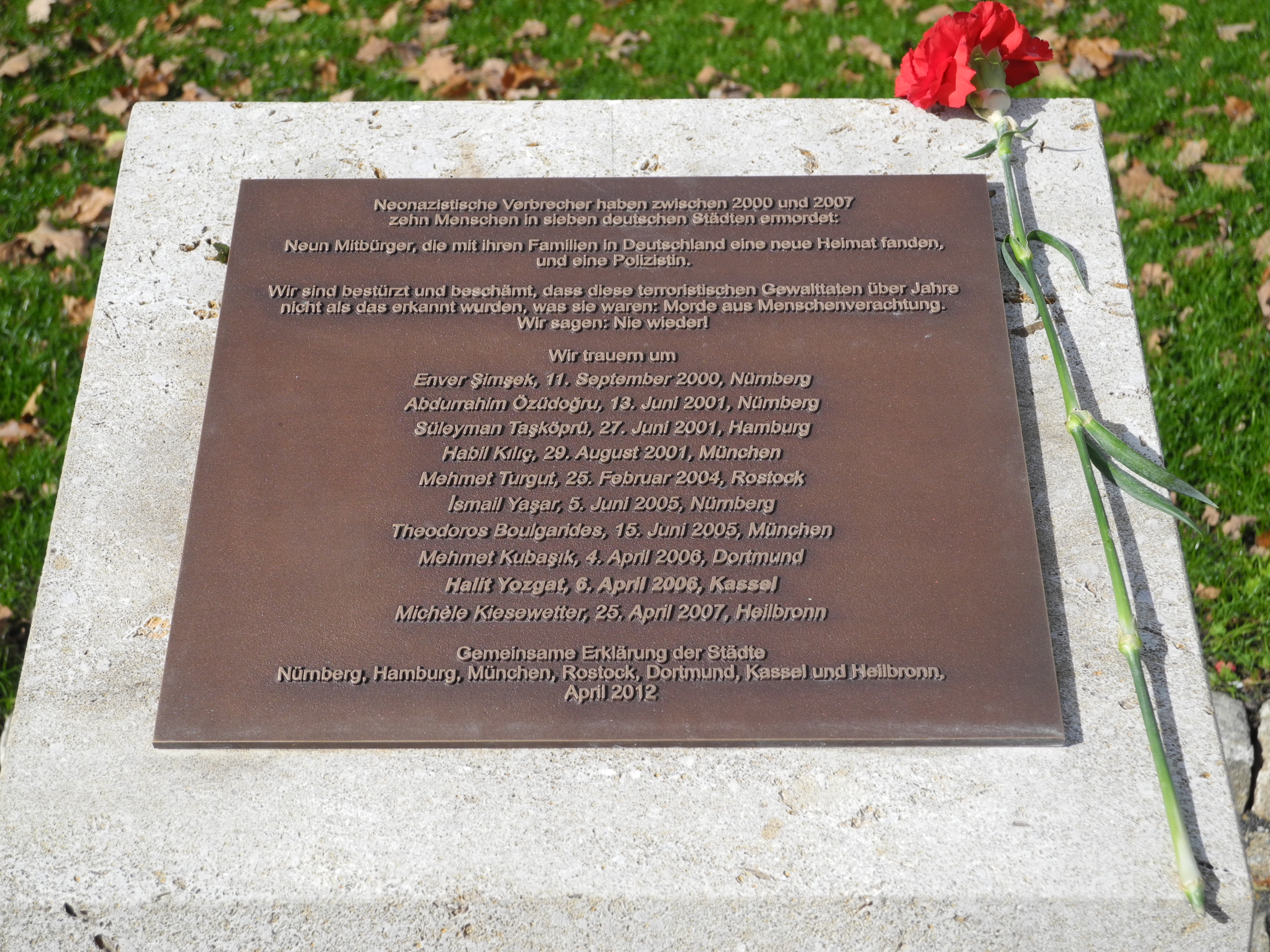
Gedenktafel mit den Namen der zehn Opfer, sowie Datum und Ort ihrer Ermordung und einer gemeinsamen Erklärung der betroffenen Städte.

2020 komponierte und inszenierte der Musiker Ben Frost als Auftragswerk für die Staatsoper Hannover die Oper Der Mordfall Halit Yozgat, die auf Gegenrecherchen von Forensic Architecture zum Mord an Yozgat basierte.